# Francisco Benedito de Sousa Lancastre e Noronha
Francisco Benedito de Sousa Lancastre e Noronha (8 de novembro de 1780 - 6 de dezembro de 1796) foi um nobre português do século XVIII, filho de Lourenço José de Brotas Lancastre e Noronha e Maria Francisca de Sousa, Marquesa das Minas. Sucedeu aos pais como 6.º Marquês das Minas e 9.º conde do Prado. Morreu solteiro e sem descendência, sendo sucedido por seu irmão João Francisco Benedito de Sousa Lancastre e Noronha.